# God Fate
Singles de Faylan
Realization
(2012) Wonder Fang
(2013)
God Fate est le 17e single de Faylan sorti sous le label Lantis le 23 janvier 2013 au Japon. Il arrive 62e à l'Oricon et reste classé 3 semaines.
God Fate a été utilisé comme thème d'ouverture de l'anime Hakkenden: Toho Hakken Ibun. God Fate se trouve sur l'album -Zero Hearts-.

## Liste des titres
Toutes les paroles sont écrites par Faylan.
| 1. | God FATE                       |  |
| 2. | Koi Muyou (恋夢様)             |  |
| 3. | God FATE (Off Vocal)           |  |
| 4. | Koi Muyou (off vocal) (恋夢様) |  |